# ホンザン県
ホンザン県（ホンザンけん、ベトナム語：Huyện Hồng Dân / 縣洪江）は、ベトナム社会主義共和国バクリエウ省の県。面積は423.95km²、人口は109,993人（2018年）である。

## 行政区画
1市鎮8社から構成される。